# Carl Berglund (konstnär)
Carl Bernhard Berglund, född 5 juli 1898 i Mora-Noret, Mora församling, Kopparbergs län, död 20 september 1991 i Mora församling
, var en svensk målare och tecknare.
Han började sin konstnärsbana som autodidakt men vid 29 års ålder bestämde han sig för att studera vid Wilhelmsons målarskola i Stockholm därefter företog han studieresor till Danmark och Norge. Han debuterade i en samlingsutställning med Dalarnas konstförening i Falun 1926 och har därefter medverkat i konstföreningens samlingsutställningar årligen. Separat ställde han ut på Mässhallen i Falun 1944 och tillsammans med Curt Jonsson ställde han ut i Esbjerg 1948. Under en period på 1930-talet tecknade han av alla Dalarnas kyrkor och utgav dem i form av träsnitt. Hans konst består av oljemålningar med interiörer, porträtt samt figurstudier.